# Saleh Al-Sharrah
Saleh Al-Sharrah (arab. ماجد محمد العلي سلطان; ur. 1 lutego 1973) – kuwejcki judoka. Olimpijczyk z Atlanty 1996, gdzie zajął siedemnaste miejsce w wadze lekkiej.
Uczestnik mistrzostw świata w 1995 i 1997 roku. 

## Letnie Igrzyska Olimpijskie 1996
| Konkurencja | Eliminacje          | Eliminacje                | Klas. końcowa |
| Konkurencja | Przeciwnik I        | Przeciwnik II             | Miejsce       |
| ----------- | ------------------- | ------------------------- | ------------- |
| 71 kg       | Juan Vargas (ESA) Z | Andrey Shturbabin (UZB) P | 17.           |